# Nature Always Wins
Nature Always Wins — седьмой студийный альбом британской рок-группы Maxïmo Park. Он был выпущен 26 февраля 2021 года и достиг второго места в британском чарте UK Albums Chart, став наравне с Our Earthly Pleasures (2007) самым успешным в хит-параде альбомом группы. Альбом был положительно воспринят музыкальными критиками, которые сравнили его с ранними альбомами группы.

## История
Альбом был создан во время пандемии COVID-19 и стал первым альбомом Maxïmo Park в составе трио после ухода клавишника Лукаса Вуллера. Вуллер вместе с женой переехал в Австралию. Альбом был спродюсирован американским продюсером из Атланты Бен Х. Алленом, который удалённо сотрудничал с группой из Ньюкасл-апон-Тайна во время пандемии
В треке «Why Must a Building Burn» критикуется реакция правительства на пожар в башне Гренфелл в 2017 году. В песне также упоминается бывший мерчендайзер группы Ник Александр, погибший во время теракта в концертном зале Bataclan. Треки «Versions of You», «Ardour» и «Baby, Sleep» были вдохновлены новыми обязанностями фронтмена Пола Смита как отца. В «Ardour», песне о воспитании детей, участвует Полин Мюррей из панк-рок группы Penetration. Maxïmo Park давно дружат с Мюррей, репетируя в принадлежащей ей студии Polestar. Смит сказал, что название альбома произошло от строки заключительного трека «Child of the Flatlands», о природе, медленно отвоёвывающей окраины города. Он сказал, что недавние стихийные бедствия научили его тому, что человечество находится во власти природы.

## Отзывы
| Совокупная оценка    | Совокупная оценка |
| Источник             | Оценка            |
| -------------------- | ----------------- |
| Metacritic           | 80/100            |
| Оценки критиков      |                   |
| Источник             | Оценка            |
| AllMusic             | [ 4 ]             |
| Clash                | 8/10              |
| DIY                  | [ 1 ]             |
| The Line of Best Fit | 8/10              |
| NME                  | [ 2 ]             |
| No Ripcord           | 8/10              |

Альбом получил положительные отзывы музыкальной критики и интернет-изданий. На Metacritic, сайте-агрегаторе рецензий, который собирает рецензии из основных изданий и выставляет средневзвешенный балл из 100, альбом получил 80 баллов на основе 10 рецензий критиков, все из которых были положительными. Эта оценка означает «широкое одобрение». Это самый высокорейтинговый альбом группы на Metacritic, опередивший дебютный A Certain Trigger, который получил 75/100 от 19 профессиональных рецензий в 2005 году.
Хизер Фарес из AllMusic отметила, что альбом отошёл от политических тем трёх предыдущих альбомов группы, вместо этого в нём появилась философская лирика об отношениях, похожая на A Certain Trigger. Дэмиан Джонс из NME высоко оценил альбом, хотя и счёл «Why Must a Building Burn» «жестокой, но вызывающе бодрой». Рецензент Хуан Эгардо Родригес из No Ripcord счёл его лучшим альбомом группы со времён Quicken the Heart в 2009 году и особо отметил трек «All of Me», который он сравнил с «полярными противоположностями» R.E.M. и Europe. Робин Мюррей из Clash назвал его лучшим альбомом Maxïmo Park за десятилетие и отметил, что его политическое содержание было менее откровенным, чем в предшествующем Risk to Exist (2017).

## Коммерческий успех
После выхода альбом сначала даже возглавил британский чарт альбомов UK Albums Chart в середине недели, разойдясь тиражом примерно на 1500 копий больше, чем Detroit Stories американского рок-музыканта Элиса Купера, а For Those That Wish to Exist группы Architects занял третье место. К моменту публикации чарта Architects опередили Maxïmo Park на 550 копий, заняв первое место. Nature Always Wins стал первым альбомом группы, вошедшим в топ-10 после Too Much Information в 2014 году, и объединил в себе Our Earthly Pleasures (2007) как самый популярный альбом группы. Nature Always Wins не продержался в чарте больше ни одной недели. Альбом возглавил британский чарт независимых альбомов UK Indie Chart. Он также продержался одну неделю в немецком чарте GfK Entertainment, заняв 27 место.

## Список композиций
Слова и музыка всех песен — Paul Smith, Duncan Lloyd и Tom English, кроме указанных.
| №                   | Название                            | Автор(ы)                          | Длительность |
| ------------------- | ----------------------------------- | --------------------------------- | ------------ |
| 1.                  | «Partly of My Making»               |                                   | 4:03         |
| 2.                  | «Versions of You»                   | Smith Lloyd English Ben Allen     | 4:37         |
| 3.                  | «Baby, Sleep»                       |                                   | 3:13         |
| 4.                  | «Placeholder»                       |                                   | 2:48         |
| 5.                  | «All of Me»                         | Smith Lloyd English Allen         | 3:41         |
| 6.                  | «Ardour» (при участии Полин Мюррей) | Smith Lloyd English Jemma Freese  | 3:17         |
| 7.                  | «Meeting Up»                        |                                   | 3:51         |
| 8.                  | «Why Must a Building Burn?»         | Smith Lloyd English Paul Rafferty | 3:02         |
| 9.                  | «I Don't Know What I'm Doing»       |                                   | 2:50         |
| 10.                 | «The Acid Remark»                   |                                   | 3:32         |
| 11.                 | «Feelings I'm Supposed to Feel»     |                                   | 4:25         |
| 12.                 | «Child of the Flatlands»            |                                   | 5:16         |
| Общая длительность: | Общая длительность:                 | Общая длительность:               | 44:35        |

## Чарты
| Чарт (2021)                                  | Высшая позиция |
| -------------------------------------------- | -------------- |
| Германия (Offizielle Top 100)                | 27             |
| Шотландия (Scottish Albums Chart)            | 1              |
| Швейцария (Schweizer Hitparade)              | 76             |
| Великобритания (UK Albums Chart)             | 2              |
| Великобритания (UK Independent Albums Chart) | 1              |